# Abu Ibrahim al-Hashimi al-Qurashi
Abu Ibrahim al-Hashimi al-Qurashi (Tal Afar, outubro de 1976 — Atme, 3 de fevereiro de 2022), em árabe: أبو إبراهيم الهاشمي القرشي; transliterações alternativas al-Qurayshi e al-Quraishi) foi um militante islâmico iraquiano e ex-comandante da organização auto-proclamada Estado Islâmico do Iraque e do Levante (EIIL). Seu real nome é Amir Mohammed Abdul Rahman al-Mawli al-Salbi (em árabe: أمير محمد عبد الرحمن المولى الصلبي) e ele foi descrito como "um jihadista veterano". Ele foi apontado pelo conselho Shura como novo Califa do EIIL em 31 de outubro de 2019, uma semana após a morte de Abu Bakr al-Baghdadi.
O programa de recompensas do Departamento de Estado dos Estados Unidos havia estipulado a quantia de US$ 10 milhões de dólares em troca de informações que levassem a captura de al-Qurashi, quando ele exercia a figura de califa e líder da organização jihadista.
Em 3 de fevereiro de 2022, o presidente americano Joe Biden anunciou que al-Qurashi foi morto durante uma operação militar empregada pelas forças especiais americanas em Atme, na província de Idlib, no noroeste da Síria, em local próximo da fronteira com a Turquia. Abu cometeu suicídio por explosão que, além dele próprio, provocou a morte de outras 13 pessoas.